# Kornmarktkirche

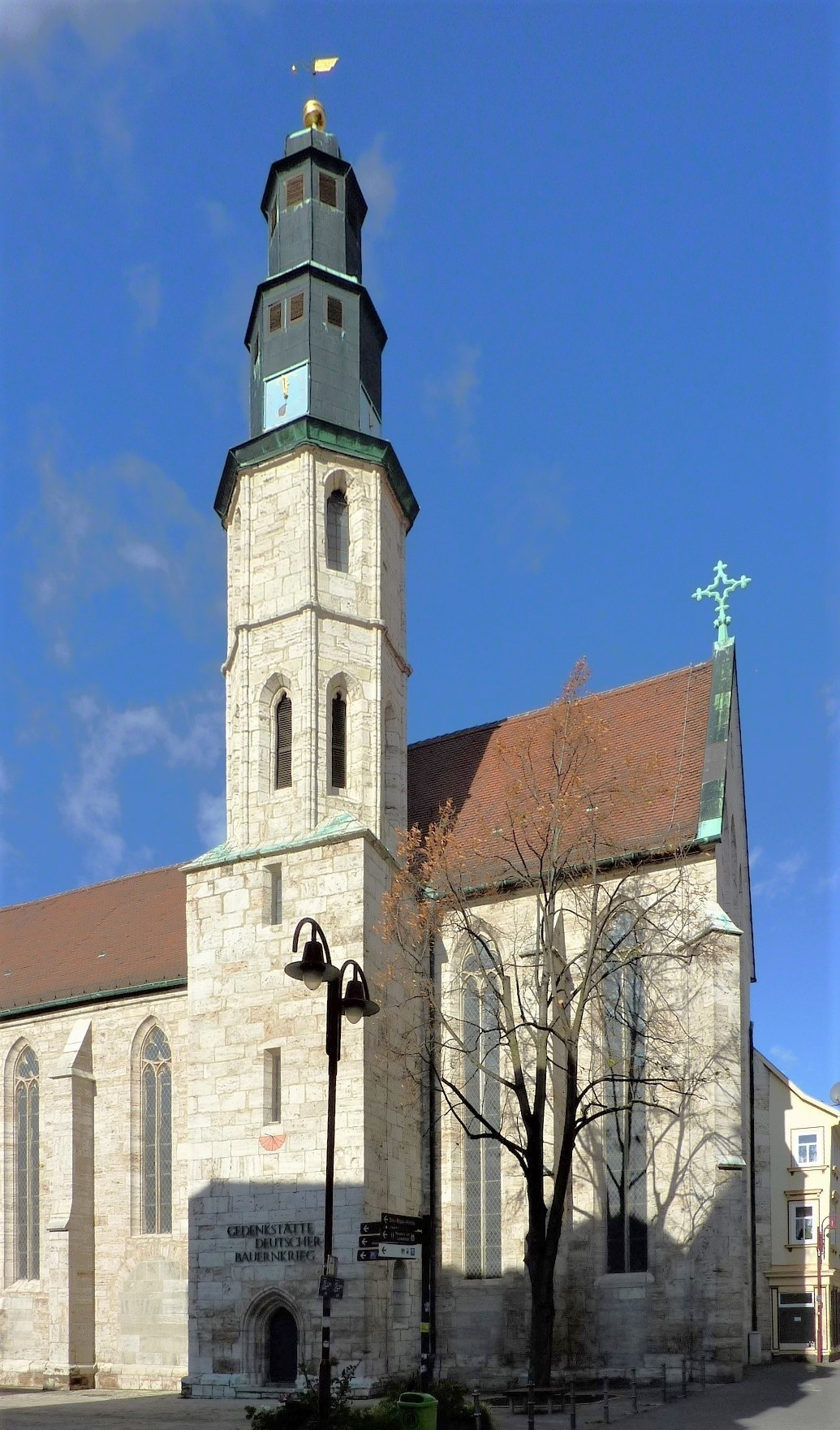
Kornmarktkirche, Blick zu Turm und Chor (Foto: 2013)

Die unter Denkmalschutz stehende Kornmarktkirche ist eine der zwölf mittelalterlichen Kirchbauten in der thüringischen Stadt Mühlhausen. Mit dem Bau der Kirche St. Crucis des ehemaligen Franziskanerklosters wurde im 13. Jahrhundert begonnen.
Heute dient die Kirche als Bauernkriegsmuseum. Es gehört wie das  Kulturhistorische Museum, die Marienkirche (Mühlhausen) und die Historische Wehranlage zu den Mühlhäuser Museen. Diese befinden sich in der Trägerschaft des  Zweckverbands Mühlhäuser Museen.

## Geschichte
1225 sollen erstmals Brüder des 1210 gegründeten Franziskanerordens nach Mühlhausen gekommen sein. In dieser Zeit hatten sich die Ordensbrüder sowohl in Erfurt niedergelassen als auch in Eisenach, wo sie 1225 ein Kloster gründeten. In Mühlhausen konnten sie zunächst schwer Fuß fassen, da die Ortsgeistlichkeit die Seelsorge treibenden Barfüßer ablehnte. In Mühlhausen war zur selben Zeit der Deutsche Orden im Begriff, die städtische Pfarrseelsorge unter seine Hoheit zu bekommen. Er schätzte die reformierenden Kräfte nicht, die auf eine sozial niedrig stehende Bevölkerungsschicht zielten. Später schlossen die Deutschherren mit den Franziskanern einen Vertrag, der diese bei ihrer Tätigkeit in der Stadt einschränkte. Die Franziskaner der Sächsischen Ordensprovinz (Saxonia) ließen sich jedoch 1231 endgültig in Mühlhausen nieder, nachdem ihnen ein Grundstück für ein Kloster geschenkt wurde, auf dem sich bereits eine Kapelle befand, die von ihnen zunächst als Oratorium genutzt wurde. Mit dem Bau einer Kirche in der heutigen Ausdehnung wurde Mitte des 13. Jahrhunderts begonnen. Die Reste eines Vorgängerbaus wurden mit einbezogen, sie sind in der Nordwand des Schiffes noch zu erkennen. Die Saalkirche ist mit ihrer großen Dimension in Thüringen im 13. Jahrhundert als früher Bautyp von Klosterkirchen der Bettelorden verbreitet. In einer Umgebung repräsentativen Bauens fiel es nicht leicht, die der Ordensregel gemäße Schlichtheit einzuhalten.
Der Bauverlauf erfolgte vom Chor zur Westwand. 1307 wurde der Chor erhöht. Nach einem Erdbeben wurden die östlichen zerstörten Fensterachsen der Südwand 1348 verändert wieder aufgebaut. 1392 wurde an der Südwestecke des Chores ein quadratischer Kapellenanbau errichtet, der darüber liegende Turm mit seinem achtseitigen Oberteil wurde erst nach 1400 gebaut. Seine mit Schiefer gedeckte Haube stammt von 1568. Das ausgedehnte Kloster wurde 1568 beseitigt und mit einer neuen Straße überbaut. Reste des gewölbten Kreuzgangs sind an der Nordseite der Kirche noch sichtbar.
1702 und 1722 wurde die Kirche barock erneuert, aber nur noch bis 1802 gottesdienstlich genutzt.

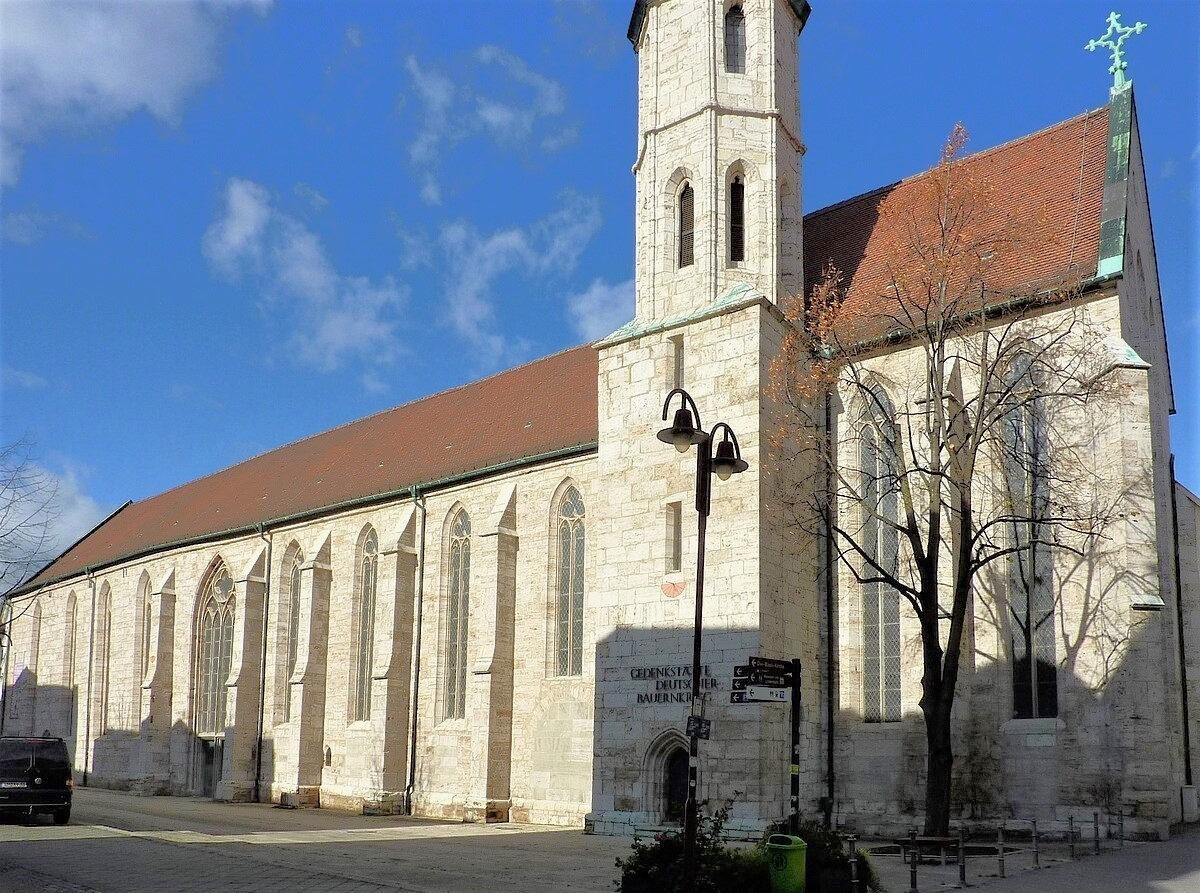
Kornmarktkirche, Gesamtansicht (Foto: 2013)

Das Franziskanerkloster beherbergte zeitweise über 150 Brüder und gehörte zu den größten Konventen der Ordensprovinz Saxonia. Es kam 1521 durch Teilung der  Saxonia zur Thüringischen Franziskanerprovinz (Thuringia), ging jedoch 1542 infolge der Reformation unter.

## Baubeschreibung
Maß und Proportionen weisen die ehemalige Kirche als Bettelordenskirche aus. Die langgestreckte einschiffige Saalkirche hat einen eingezogenen Rechteckchor. Die Südwand nimmt die gesamte Länge des Kornmarktes ein. Die Ostwand des Chores hat drei gestaffelte Fenster. Die Südwand der Kirche in den östlichen fünf Jochen ist seit der Erneuerung nach 1346–1348 mit Strebepfeilern und Maßwerkfenstern versehen, die westlichen Achsen einschließlich der Westwand blieben unverändert ohne Strebepfeiler. In der Nordwand sind hohe Rundbogenfenster des älteren Kapellenbaus erhalten, wie sie auch mit frühgotischen Formen auftreten. Im älteren Fenstermaßwerk herrscht noch die Kreisform vor. Die Kirche hat zum Kornmarkt hin drei Eingänge, der mittlere hat ein großes Fensterportal. Im Inneren war ursprünglich der gesamte Saal mit einer Spitztonne versehen. Heute hat das Schiff eine flache Holzdecke. Bei der letzten Restaurierung sind die Reste von Eckdiensten mit schräggestellten Sockeln zur Aufnahme des damals geplanten Kreuzrippengewölbes zum Vorschein gekommen. An den Wänden im Chor und im Schiff wurden Malereien aufgedeckt. Ein unter dem Deckenansatz im Kirchenschiff aufgemalter umlaufender Ornamentfries wurde 1975 rekonstruiert.

## Nutzung nach der Profanierung
Nachdem die Kirche 1802 profaniert wurde, diente sie zunächst als städtische Waage und Kornmagazin. Seit dem späten 19. Jahrhundert war sie für Büroräume und Wohnungen verwendet worden. Erst nach einer musealen Gestaltung in den Jahren 1973 bis 1975 fand der saalartige Innenraum eine angemessene Nutzung. 

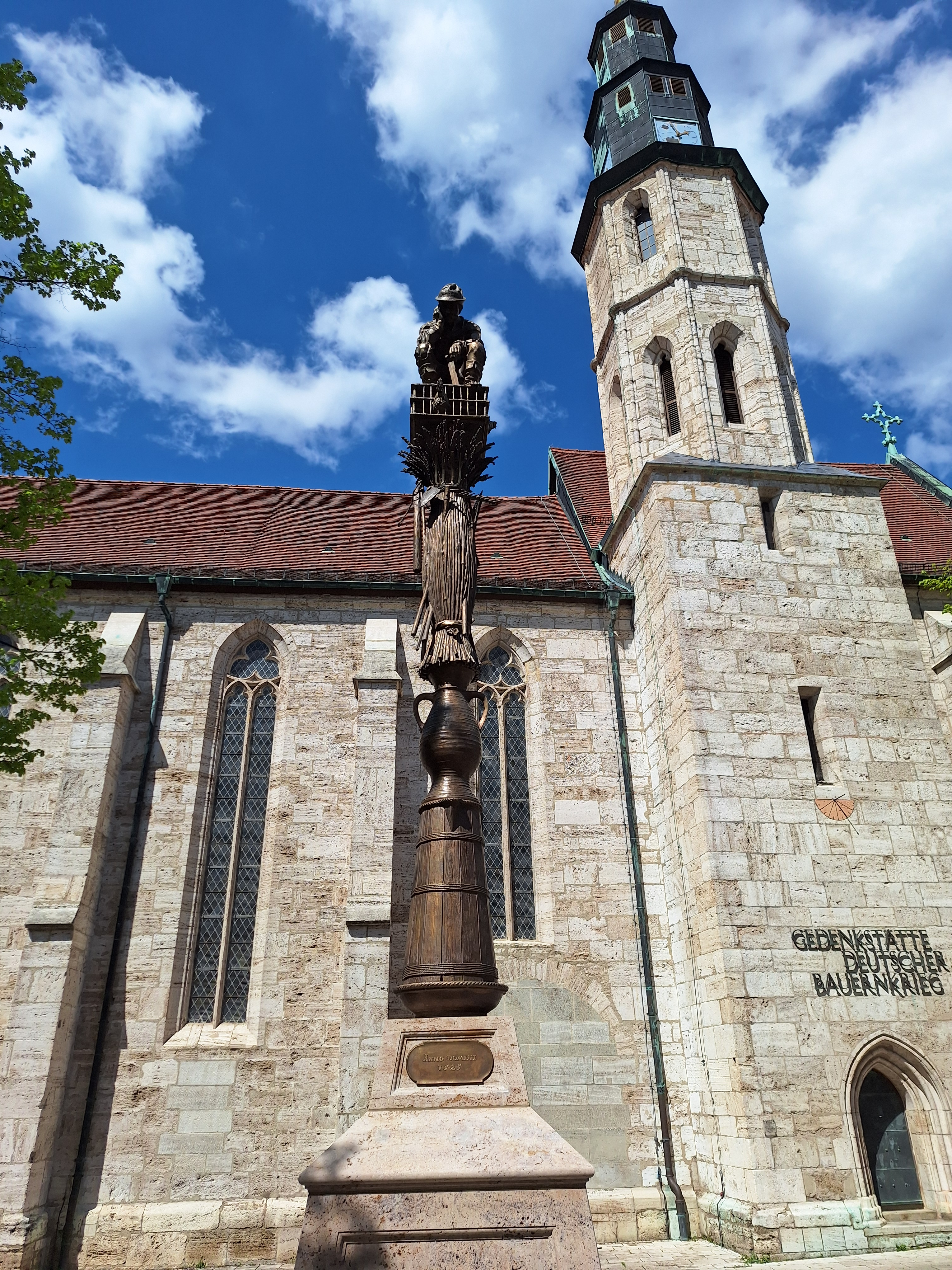
Bauernkriegssäule vor der Kornmarktkirche (Foto: 2025)

Eine mehrfach modifizierte Ausstellung informiert über den Verlauf, die Höhepunkte und die Nachwirkungen der Reformation und des Bauernkrieges. Zusätzlich finden Sonderveranstaltungen, vornehmlich musikalischer Art, statt. Der Klostergarten wurde nach den Ideen des mittelalterlichen Gelehrten Albertus Magnus gestaltet.
Seit 1975 wird die Kornmarktkirche museal sowie als Austragungsort für Konzerte und Tagungen genutzt. Die Dauerausstellung „Luthers ungeliebte Brüder“ informierte seit 2014 über Vor- und Frühreformation sowie über den Bauernkrieg in Thüringen. Vor allem thematisiert wurden hier radikalreformatorische Theologen, die von Luthers Lehre abwichen, darunter Thomas Müntzer. Diese Ausstellung wurde im Oktober 2024 vorübergehend für die Thüringer Landesausstellung "freyheyt 1525 - 500 Jahre Bauernkrieg" ausgeräumt. Vom 26. April bis 19. Oktober 2025 wird in diesem Ausstellungsbereich die Ereignisgeschichte zum Deutschen Bauernkrieg mit seinen wichtigsten Akteuren gezeigt. 
Weitere Dauerausstellungen in der Kornmarktkirche sind die Bau- und Restaurierungsgeschichte zu diesem ehemaligen Gotteshaus und der nach mittelalterlichem Vorbild gestaltete Klostergarten.

## Carillon
Seit 1991 befindet sich im Kirchturm ein Carillon mit 41 Glocken. Die Glocken wurden vom Glockengießer Schilling gegossen.

## Denkmal
Seit 2025 steht vor der Kirche die Bauernkriegssäule.